# 해제초등학교 송석분교
해제초등학교 송석분교는 대한민국 전라남도 무안군 해제면 송석리 261-1에 있었던 공립 초등학교이다.

## 학교 연혁
- 1970년 10월 10일 해제동국민학교 송석분교 개교
- 1972년 9월 30일 해제북국민학교 개교
- 1996년 3월 1일 해제북초등학교로 개칭
- 1998년 3월 1일 송석분교로 개편
- 2004년 3월 1일 해제초등학교와 통폐합